# Oxytropis revoluta
Oxytropis revoluta är en ärtväxtart som beskrevs av Carl Friedrich von Ledebour. Oxytropis revoluta ingår i släktet klovedlar, och familjen ärtväxter.

## Underarter
Arten delas in i följande underarter:
- O. r. hikakamontana
- O. r. revoluta